# Verwaltungsgemeinschaft Weferlingen
Die Verwaltungsgemeinschaft Weferlingen war eine Verwaltungsgemeinschaft im Ohrekreis in Sachsen-Anhalt und hatte ihren Sitz in Weferlingen.

## Mitgliedsgemeinden
| - Beendorf - Döhren - Eschenrode - Everingen | - Hödingen - Hörsingen - Schwanefeld - Seggerde | - Siestedt - Walbeck - Flecken Weferlingen |

## Geschichte
Die Verwaltungsgemeinschaft Weferlingen wurde 1994 durch den freiwilligen Zusammenschluss von elf Gemeinden gegründet. Sie wurde zum 1. Januar 2005 aufgelöst und die Gemeinden wurden in die neu gegründete Verwaltungsgemeinschaft Flechtingen eingegliedert.